# شیخ
شیخ یکی از دو لقب‌های عربی و اسلامی و به معنی پیر است. این کلمه معادل فیلارک (انگلیسی:phylarch، یونانی : φύλαρχος، لاتین : phylarchus) و به معنای حاکم قبیله است. این کلمه از ریشه فیل phyle به معنای قبیله و آرچین  archein به معنای حکومت گرفته شده است. 
در زمان پیش از اسلام، در نظام شیخوخیت، به رئیس و ریش سفید ، بزرگ یک قبیله یا اتحادی قبایل گفته می‌شده‌است. این عنوان به شاهزادگان برجسته متحدان عرب امپراتوری در شرق اعطا می شد.
در ایران قدیم یکی از اصطلاحات صوفیان نیز بوده‌است.
در تمدن اسلامی، شیخ، لقبی ویژه برای برخی از عالمان بزرگ مسلمان مانند شیخ الاسلام غزالی یا شیخ انصاری بوده‌است.
امروزه در ایران شیخ یک عنوان رسمی نیست و به هر کسی که در مدارس دینی (حوزه علمیه) درس خوانده باشد و لباس روحانی بر تن کند و عمامه بر سر بگذارد و سید نباشد شیخ می‌گویند.